# Richard Alff (Jurist, 1915)
Richard Alff (* 8. April 1915 in Essen; † unbekannt) war ein deutscher Jurist.

## Leben
Vom 15. Juni 1964 bis 30. April 1983 war er Richter am Bundesgerichtshof. Während seiner Tätigkeit gehörte er dem I. Zivilsenat an, der bis 1968 noch die Bezeichnung Ib. Zivilsenat führte. Zuletzt war Alff stellvertretender Vorsitzender des Senats.

## Schriften
- Fracht-, Lager- und Speditionsrecht. Kommentar. 2. Aufl. Kommentator-Verlag, Neuwied u. a. 1991, ISBN 3-472-00143-7